# Скокі (Радинський повіт)
Скокі (пол. Skoki) — село в Польщі, у гміні Чемерники Радинського повіту Люблінського воєводства.
Населення — 359 осіб (2011).
У 1975-1998 роках село належало до Білопідляського воєводства.

## Демографія
Демографічна структура станом на 31 березня 2011 року:
|          | Загалом | Допрацездатний вік | Працездатний вік | Постпрацездатний вік |
| -------- | ------- | ------------------ | ---------------- | -------------------- |
| Чоловіки | 181     | 34                 | 121              | 26                   |
| Жінки    | 178     | 42                 | 95               | 41                   |
| Разом    | 359     | 76                 | 216              | 67                   |